# Zapadni centralnosudanski jezici
Zapadni centralnosudanski jezici, podskupina centralnosudanskih jezika koja obuhvaća (43) jezika iz Čada, Srednjoafričke Republike i Sudana: 
a) Bongo-Bagirmi (41): 
a1. Bongo-Baka (8):
a. Baka (1): baka;
b. Bongo (1): bongo;
c. Morokodo-Beli (6):
a. jur modo;
b. beli;
c. Morokodo-Mo'da (3): mo'da, morokodo, nyamusa-molo;
d. mittu;
a2. Kara (3): furu, gula (kara jezik), yulu.
a3. Sara-Bagirmi (29):
a. Bagirmi (8): bagirmi, berakou, bernde, disa, gula (bagirmi jezik), jaya, kenga, naba;
b. birri;
c. fongoro;
d. Sara (19):
d1. Sara vlastiti (17): 
bedjond,
dagba,
gor,
gulay,
horo,
kaba,
laka,
mango,
mbay,
ngam,
ngambay,
sar,
Sara Kaba (5): kaba deme, kaba na, kulfa, sara dunjo, sara kaba,
d2. Vale (2): lutos, vale;
a4. Sinyar (1): sinyar;
b) Kresh (2) Sudan: aja, gbaya.

## Vanjske poveznice
- Ethnologue (14th)
- Ethnologue (16th)